# Heinrich von Golthorn
Heinrich von Golthorn, auch Heinrich von Goltern, (* 1235; † 9. April 1307 in Bremen) war als Heinrich I. Erzbischof von Bremen.

## Biografie
Heinrich von Goltern wurde in der Zeit von Papst Clemens V. im November 1306 als Nachfolger von Giselbert von Brunkhorst Erzbischof vom Erzbistum Bremen. Der hochbetagte Heinrich starb bald darauf im April 1307. Nach einer Sedisvakanz und einer Zeit ohne Landesherrn mit geradezu anarchischen Zuständen im Stift folgte 1310 der Däne Jens Grand im Amt.
In einer Urkunde von 1266 wurde ein Ritter Heinrich von Goltern in Ditterke genannt. Das Dorf stand unter der Herrschaft der Ritter von Goltern und Eckerde.